# Асава (буддизм)
Асава (пали āsava) — термин, используемый в буддизме для определения внутренних «потоков» (ума), склонностей. Также этот термин можно перевести как «протечка» (ума).

## Классификация
- Кама-асава — склонность к чувственным наслаждениям.
- Бхава-асава — склонность к постоянству, непрерывности.
- Авидья-асава — склонность к заблуждению.
- Диттха-асава — склонность к ложным взглядам[1].